# Hartman
Hatman je priimek v Sloveniji, ki ga je po podatkih Statističnega urada Republike Slovenije na dan 1. januarja 2010 uporabljalo 492 oseb, po pogostnosti med priimki v Sloveniji pa je bil na 616. mestu. Največ ljudi s tem priimkom, 139, živi v Koroški statistični regiji, kjer je priimek 46. najpogostejši priimek v regiji.

## Znani slovenski nosilci priimka
- Bruno Hartman (1924—2011), literarni in kulturni zgodovinar, gledališčnik, bibliotekar, publicist
- Ervin Hartman starejši (1904—1988), godbenik, dirigent v Mariboru
- Ervin Hartman (*1943), godbenik, dirigent, skladatelj, aranžer, raziskovalec, glasbeni založnik, ravnatelj ljubiteljske glasbene šole v Mariboru, slikar
- Helena Hartman,
- Helmut Hartman, prvi glavni urednik slovenskega programa na avtrijski RTV (ÖRF)
- Jana Hartman Kranjc (*1943), domoznanka, publicistka
- Janko Hartman (1925—2025), športni (jadralni) letalec, mestni arhitekt v Celju, častni občan
- Jurij Hartman, interdisciplinarni (večmedijski) umetnik
- Lidija Hartman, radijska napovedovalka in moderatorka
- Ljubo Hartman,
- Lojze Hartman,
- Milka Hartman (1902—1997), pesnica, potujoča učiteljica
- Petra Hartman, filmska maskerka
- Polonca Hartman (*1968), baletna plesalka, solistka
- Tomaž Hartman (*1957), gozdar, strokovnjak za pragozdove (vizualni ustvarjalec/umetnik)
- Valentin "Foltej" Hartman(n) (1907—1984), pesnik in zborovodja na avstrijskem Koroškem

## Znani tuji nosilci priimka
- Elizabeth Hartman (1943—1987), ameriška igralka
- Paul Hartman (1904—1973), ameriški igralec
- Phil Hartman (1948—1998), kanadsko-ameriški igralec